# Yury Ryzhko
Yury Alyaksandrovich Ryzhko (tiếng Belarus: Юрый Рыжко; tiếng Nga: Юрий Рыжко; sinh 10 tháng 10 năm 1989) là một cầu thủ bóng đá Belarus.

## Sự nghiệp
Ngày 1 tháng 8 năm 2013 anh ký hợp đồng với FK Buxoro thi đấu ở Uzbek League. Anh ra mắt cho FK Buxoro ngày 4 tháng 8 năm 2013 ở Tashkent trong trận đấu trước Pakhtakor Tashkent.
Ngày 20 tháng 2 năm 2018, BFF cấm anh thi đấu vĩnh viễn vì liên quan đến dàn xếp trận đấu.

## Danh hiệu
BATE Borisov
- Vô địch Giải bóng đá ngoại hạng Belarus: 2008